# نورمان ستون (أستاذ جامعي)
نورمان ستون (بالإنجليزية: Norman Stone)‏ هو مؤرخ بريطاني، ولد في 8 مارس 1941 في غلاسكو في المملكة المتحدة.